# Vildomar Batista
Vildomar Cândido Batista (Conceição, 27 de setembro de 1966) é um diretor brasileiro de teatro e televisão. Já dirigiu programas como: Programa Livre, apresentado por Babi, Sabadaço e Boa Noite Brasil na Rede Bandeirantes, Show do Tom e Hoje em Dia na Rede Record. No teatro dirigiu o espetáculo Plantão de Notícias.
Formado em jornalismo pelo Instituto Metodista de Ensino Superior (atual Universidade Metodista de São Paulo), Vildomar Batista começou sua carreira na televisão na TVS (atual SBT), como assistente de produção do programa Show Maravilha, em 1987; logo depois passou a ser assessor de imprensa da apresentadora Mara Maravilha em 1991, voltando a trabalhar com Mara em 1997 no programa Mundo Maravilha da Rede Record.
Sua imagem na televisão sempre foi um mistério até o dia em que resolveu mostrar para arrecadar fundos para Sociedade Pestalozzi de São Paulo e atravessou a Passarela que o Hoje em Dia preparou para o evento, em 2009. 
Entre julho e dezembro de 2009 foi diretor artístico da Rede Record.
Dirigiu, entre 2010 e 2012, o programa Tudo é Possível, apresentado por Ana Hickmann. A dominical chegou ao fim em 30 de dezembro de 2012 devido a contenção de custos na Rede Record e ao desejo da emissora de ter Ana Hickman de voltar ao Hoje em Dia  .
Em outubro de 2012, meses antes do Tudo é Possível chegar ao fim, Vildomar assumiu a direção-geral do Programa da Tarde, então aposta da Record na grade diária vespertina,  apresentado por Ana Hickmann, Britto Jr e Ticiane Pinheiro. Vildomar ficou na função até 29 de maio de 2013, quando foi decido em uma reunião o afastamento do diretor por causa de problemas nos bastidores, entre eles, uma briga com o apresentador Britto Jr. Logo, o Programa da Tarde sai do ar por falta de patrocínio e péssimos índices de audiência com Britto Jr. sendo afastado da emissora. Em novembro de 2013, Vildomar retorna aos domingos dirigindo o novo dominical da emissora, Domingo da Gente. Em 2014, voltou pro Hoje em Dia, do qual saiu por conta da troca da formação de apresentadores. Em 2015, dirigiu por alguns dias o programa do Gugu, antes da emissora transferir o programa para o jornalismo, que ficou enciumado pela entrevista com Suzane Von Richtofen.  Em 22 de setembro, Vildomar deixa a Record depois de 11 anos, em comum acordo com a emissora, após cumprir seu contrato e ter o desejo de realizar novos projetos. 
Em 2017, Vildomar assumiu a direção dos projetos artísticos do Instituto Neymar Jr., produzindo especiais para o SBT. como Neymar Jr. entre Amigos e Feliz Natal Brasil Believe.. Em 2019, Vildomar assumiu o comando do programa Aqui na Band, na TV Bandeirantes, exibido de segunda a sexta-feira, de 09h às 11h da manhã ao vivo para todo o Brasil com apresentação de Nathalia Batista (inicialmente Sílvia Poppovic) e Luís Ernesto Lacombe. Deixa o programa em 2020, por causa das mudanças no formato da atração. Mudanças que causaram grande polêmica, com a Rede Bandeirantes sendo acusada de censurar o programa após o apresentador Luís Ernesto Lacombe se declarar conservador. 

## Carreira

### Televisão
Como diretor
| Ano         | Título                       | Notas                | Emissora          |
| ----------- | ---------------------------- | -------------------- | ----------------- |
| 1987        | Show Maravilha               | Direção (assistente) | SBT               |
| 1997        | Mundo Maravilha              | Direção              | Rede Record       |
| 2000 - 2001 | Programa Livre               | Direção              | SBT               |
| 2003 - 2004 | Boa Noite Brasil             | direção-geral        | Rede Bandeirantes |
| 2003 - 2004 | Sabadaço                     | direção-geral        | Rede Bandeirantes |
| 2004 - 2005 | Show do Tom                  | direção-geral        | Rede Record       |
| 2005 - 2009 | Hoje em Dia                  | direção-geral        | Rede Record       |
| 2009        | O Melhor do Brasil           | direção artística    | Rede Record       |
| 2009        | Tudo é Possível              | direção artística    | Rede Record       |
| 2009        | Geraldo Brasil               | direção artística    | Rede Record       |
| 2010 - 2012 | Tudo É Possível              | direção-geral        | Rede Record       |
| 2012 - 2013 | Programa da Tarde            | direção-geral        | Rede Record       |
| 2013 - 2014 | Domingo da Gente             | direção-geral        | Rede Record       |
| 2014 - 2015 | Hoje em Dia                  | direção-geral        | Rede Record       |
| 2015        | Programa do Gugu             | direção-geral        | Rede Record       |
| 2017-2018   | “Neymar Jr. entre Amigos”    | direção-geral        | SBT               |
| 2017-2019   | “Feliz Natal Brasil Believe” | direção-geral        | SBT               |
| 2019 - 2020 | Aqui na Band                 | direção-geral        | Rede Bandeirantes |